# Erica Garner
Erica Garner-Snipes (Brooklyn, 29 de maio de 1990 – Brooklyn, 30 de dezembro de 2017) foi uma ativista americana que defendeu a reforma policial, particularmente no uso da força durante prisões. Garner se envolveu com movimentos ativistas após a morte de seu pai, Eric Garner, em 2014, depois que um policial da cidade de Nova York utilizou uma técnica de estrangulamento durante sua prisão.

## Início
Erica Garner nasceu no dia 29 de maio de 1990, filha de Esaw Garner Snipes e Eric Garner, e cresceu no Brooklyn, Nova York. Ela era a mais velha de quatro irmãos entre Esaw e Eric. Sua mãe tinha dois outros filhos de um relacionamento anterior. A asma de Eric, junto de outros problemas de saúde, as vezes impedia que pudesse trabalhar e, devido a isto, ele teve um grande papel na criação dos filhos. Quando Erica tinha catorze anos, seu relacionamento turbulento com a mãe se deteriorou a tal ponto que Esaw a deixou voluntariamente com a assistência social. Garner ficou com a família Goode, do Queens. A família se ofereceu para adotar Garner; a adoção falhou, mas Garner permaneceu com a família e eles mantiveram um relacionamento próximo, mesmo depois de se tornar adulta.

## Ativismo
Garner se envolveu com ativismo em 2014, depois que seu pai morreu durante uma prisão por supostamente tentar vender cigarros ilegalmente. Ela continuou criticando polícia de Nova York até sua morte. Começando um mês após sua morte, e pelo resto do ano seguinte, Garner liderou marchas duas vezes por semana, durante as quais visitava o local da morte de seu pai. Ela também participou de marchas do Black Lives Matter e em outros protestos, além de ter estabelecido uma fundação em nome do pai. O objetivo da fundação, chamada Garner Way Foundation, é "envolver comunidades de todo o mundo em questões de justiça social por meio de conscientização política, música, artes e ativismo." Além disso, Garner realizou campanhas para tornar públicas as transcrições do grande júri sobre a morte de seu pai.
Garner afirmou acreditar que a morte de seu pai estava mais relacionada com má conduta policial do que com raça e, em 2017, ela rejeitou uma reunião com o Departamento de Justiça dos Estados Unidos para discutir as circunstâncias que levaram à morte de seu pai. Durante as primárias presidenciais do Partido Democrata de 2016, Garner apoiou Bernie Sanders e apareceu em um anúncio a favor dele, assim como compareceu à sua campanha.

## Morte
Garner teve dois filhos. Em agosto de 2017, logo após o nascimento de seu filho Eric, nome dado em homenagem a seu pai, ela sofreu um ataque cardíaco. Os médicos descobriram posteriormente que seu coração estava aumentado. Em 23 de dezembro de 2017, ela sofreu um segundo ataque cardíaco, após o qual entrou em coma. Ela teve "extensos danos cerebrais", o que levou à sua morte em 30 de dezembro de 2017. Ela morreu no Woodhull Hospital, no Brooklyn.
Ao ficar sabendo de sua morte, o então prefeito de Nova York, Bill de Blasio, disse que a cidade "sentiria falta de seu senso inabalável de justiça e paixão pela humanidade", apesar de Garner ter sido uma crítica frequente de Blasio. A New York Civil Liberties Union emitiu um comunicado dizendo que Garner "demonstrou incrível coragem e determinação notável" e "transformou bravamente sua dor pessoal em poder político ao se tornar líder na luta pela reforma policial". A Associação Nacional para o Avanço das Pessoas de Cor (NAACP) também emitiu uma declaração, reconhecendo sua liderança e força. O ativista DeRay Mckesson disse: "Erica levou a verdade com ela aonde quer que fosse, mesmo que essa verdade deixasse as pessoas desconfortáveis". Alguns tweets foram postados na conta oficial de Garner, exigindo que de Blasio explicasse como ela pôde morrer se justiça e solicitando que "por respeito a Erica, não solicite comentários se o jornalista não for negro". Mais tarde, descobriu-se que esses tweets foram postados pelo publicitário de Garner.